# Elisedal
Elisedal is een wijk in het stadsdeel Husie van de Zweedse stad Malmö. De wijk telt 10 inwoners (2013) en heeft een oppervlakte van 1,59 km². In de wijk zijn diverse bedrijven gevestigd. De straatnamen in de wijk zijn gerelateerd aan paarden.